# Paravespa quadricolor
Paravespa quadricolor är en stekelart som först beskrevs av Moravitz 1885.  Paravespa quadricolor ingår i släktet Paravespa och familjen Eumenidae. Inga underarter finns listade i Catalogue of Life.